# Rub al-Hali
Rub al-Hali  (/ˈrʊb æl ˈkɑːli/; arabsko: ٱلرُّبْع ٱلْخَالِي (/ar.rubʕ alxaːliː/), »Prazna četrt«) je peščena puščava (peščeno morje),  ki zajema večino južne tretjine Arabskega polotoka. Puščava pokriva približno 650.000 km² (območje med 44°30′−56°30′E zemljepisne dolžine in 16°30′−23°00′N zemljepisne širine), vključno z deli Saudove Arabije, Omana, Združenih arabskih emiratov in Jemna. Je del večje Arabske puščave.

## Opis

### Površje
Puščava je dolga 1000 kilometrov in široka 500 kilometrov. Njena nadmorska višina se spreminja od 800 metrov na jugozahodu do okoli morske gladine na severovzhodu. Teren je pokrit s peščenimi sipinami z višino do 250 metrov, prepredenimi s prodom in ravnicami iz sadre. Pesek je rdečkasto-oranžne barve zaradi prisotnosti glinenca.
Na nekaterih območjih so tudi slane kotanje, kot je območje Umm al Samim na vzhodnem robu puščave. Ali Al-Naimi poroča, da se peščene sipine ne premikajo. Nadalje pravi,
<quote> Pesek seveda odpihne s površine, vendar bistvena oblika sipin ostane nedotaknjena, verjetno zaradi vlage, ki se izpira v dno sipin iz okoliških sabk. </quote>

#### Jezerska korita
Vzdolž srednje dolžine puščave so številna dvignjena, strjena območja kalcijevega karbonata, sadre, laporja ali gline, ki so bila nekoč mesto plitvih jezer. Ta jezera so obstajala v obdobju od 6000 do 5000 let nazaj in pred 3000 do 2000 leti. Jezera naj bi nastala kot posledica "kataklizmičnega deževja", podobnega današnjemu monsunskemu deževju, in najverjetneje trajala le nekaj let. Vendar pa jezera na območju Mundafen na jugozahodu Rub al-Hali kažejo dokaze, da so trajala dlje, do 800 let, zaradi povečanega odtoka s pobočja Tuvaik.
Dokazi kažejo, da so bila jezera dom različnih rastlinskih in živalskih vrst. Fosilni ostanki kažejo na prisotnost več živalskih vrst, kot so povodni konj, vodni bivol in dolgorogo govedo. V jezerih so bili tudi mali polži, dvoklopniki, ob primernih razmerah pa sladkovodne školjke. Nanosi kalcijevega karbonata in opalni fitoliti kažejo na prisotnost rastlin in alg. Obstajajo tudi dokazi o človeški dejavnosti izpred 3000 do 2000 let, vključno z okrhanimi orodji iz kremena, vendar dejanskih človeških ostankov niso našli.

### Podnebje
Regija je razvrščena kot »hiper sušna« z letno količino padavin na splošno manj kot 50 milimetrov in povprečno dnevno relativno vlažnostjo približno 52 % januarja in 15 % junija–julija. Najvišje dnevne temperature v povprečju znašajo 47 °C julija in avgusta, najvišje pa dosežejo 51 °C. Najnižje dnevno povprečje je 12 °C januarja in februarja, čeprav so bile zabeležene zmrzali. Dnevni ekstremi temperature so precejšnji. 

### Biodiverziteta
Živalstvo vključuje pajkovce (npr. škorpijone) in glodavce, medtem ko rastline živijo po vsej Prazni četrti. Kot ekoregija spada Rub al-Hali v arabsko puščavo in vzhodnosaharsko-arabsko kserično grmičevje. Azijski gepardi, ki so bili nekoč razširjeni v Saudovi Arabiji, so regionalno izumrli iz puščave.

### Nafta
Naftno polje Šajbah je bilo odkrito leta 1968. South Ghawar, največje naftno polje na svetu, se razteza proti jugu v najsevernejše dele Prazne četrti.

### Ceste
725 km dolga cesta med Omanom in Saudovo Arabijo, ki poteka skozi Prazno četrt, je bila dokončana septembra 2021. Nova cesta se razteza od Ibrija v severozahodnem Omanu do mejnega prehoda Ramlet Helah in v Šajbah v Saudovi Arabiji in bo skrajšala čas potovanja med državama za 16 ur. Odsek 725 km dolge ceste v Omanu je dolg 161 km, medtem ko je 564 km dolg odsek v Saudovi Arabiji.

## Zgodovina
Dezertifikacija se je v zadnjih tisočletjih povečala. Preden je dezertifikacija tako otežila karavanske poti, ki so vodile čez Rub al-Hali, so karavane trgovcev s kadilom prečkale zdaj praktično neprehodne odseke puščave do približno leta 300 našega štetja. Domneva se, da je bilo Ubar ali Iram, izgubljeno mesto, regija ali ljudstvo  odvisno od takšne trgovine. Arheološke najdbe vključujejo utrdbo/upravno stavbo, obzidje in baze krožnih stebrov. Ostanki kameljih sledi, ki jih na tleh ni mogoče prepoznati, se pojavijo na satelitskih posnetkih.

### Ljudje
Danes so prebivalci Prazne četrti pripadniki različnih lokalnih plemen – na primer, pleme Al Murrah ima največje območje, ki je večinoma med Al-Ahso in Najranom. Banu Yam in Banu Hamdan (v Jemnu in regiji Najran v južni Saudovi Arabiji) in Bani Yas (v Združenih arabskih emiratih). Nekaj cestnih povezav povezuje ta plemenska naselja z vodnimi viri območja in središči za proizvodnjo nafte.

### Odprave
Prva dokumentirana potovanja nerezidenčnih raziskovalcev sta opravila britanska raziskovalca Bertram Thomas in St. John Philby v zgodnjih 1930-ih. Med letoma 1946 in 1950 je Wilfred Thesiger večkrat prečkal območje in preslikal velike dele prazne četrti, vključno z gorami Omana, kot je opisano v njegovi knjigi Arabian Sands iz leta 1959.
Junija 1950 je ekspedicija ameriških zračnih sil prečkala Rub al-Hali iz Dhahrana v Saudovi Arabiji v osrednji Jemen in nazaj s tovornjaki, da bi zbrala vzorce za inštitut Smithsonian in testirala postopke preživetja v puščavi.
Leta 1999 je Jamie Clarke postal prvi zahodnjak, ki je prečkal Prazno četrt Arabije v 1950-ih. Njegova šestčlanska ekipa, ki so jo vodili trije beduini, je 40 dni prečkala puščavo s karavano 13 kamel.
25. februarja 2006 je znanstvena ekskurzija, ki jo je organiziral Savdski geološki zavod, začela raziskovati Prazno četrt. Odpravo je sestavljalo 89 okoljevarstvenikov, geologov in znanstvenikov iz Saudove Arabije in tujine. V puščavi so odkrili različne vrste fosiliziranih bitij in meteorite. Ekspedicija je odkrila 31 novih rastlinskih vrst in rastlinskih sort ter 24 vrst ptic, ki naseljujejo to regijo, kar je navdušilo znanstvenike, kako so preživele v težkih razmerah Prazne četrti.
4. februarja 2013 je južnoafriška ekipa, vključno z Alexom Harrisom, Marcom Broccardom in Davidom Joyceom, postala prva, ki je brez podpore in peš prečkala mejo blizu Omana v Prazni četrti  na potovanju, ki se je začelo v mestu Salala in je trajalo 40 dni in se na koncu končalo v Dubaju. Ekipa je na poti izkoristila le tri postanke z vodo in vlekla posebej oblikovan voziček, v katerem so bile vse zaloge, potrebne za celotno odpravo.
Leta 2013 je britanski pustolovec Alistair Humphreys izdal svoj prvi dokumentarni film Into the Empty Quarter, v katerem je dokumentiral svoj sprehod skozi puščavo Empty Quarter z Leonom McCarronom.
Leta 2013, od 18. februarja do 28. marca, je južnokorejski raziskovalec Young-Ho Nam vodil ekipo (Agustin Arroyo Bezanilla, Si-Woo Lee) na prehodu skozi Prazno četrt peš od Salala v Omanu do oaze Liva v ZAE, Emirat Abu Dabi. Prečkanje je bilo izvedeno z dovoljenjem vlad Omana in ZAE. Predstavnik Dewana Rulerja za zahodno regijo, emirat Abu Dabi, je priznal, da gre za prvi peš prehod prazne četrti na svetu, ki sledi meji z Omanom in se konča v ZAE.
Leta 2018 se je prva izključno ženska pohodna odprava z imenom »Njeni obrazi sprememb« pod vodstvom Britanke Janey McGill, ki sta jo spremljali prvi Omanki v sodobnem času, ki sta hodili po Prazni četrti Omana, Baida Al Zadjali in Atheer Al Sabri, odpravila 22. decembra 2018 po prejemu uradne odobritve vlade Omana. Ekipo sta podpirala dva avtomobila za oskrbo, ki sta ju vozila Tariq Al Zadjali (Omanec) in Mark Vause-Jones (Britanec) ter režiser Matthew Milan iz Združenih držav Amerike. Ekspedicija se je začela iz Al Hašmana v guvernoratu Dohafar v Omanu, prečkala Burkano, Makšin in Al Sahma v regiji Vusta ter nadaljevala skozi Abu Al Tabool, Um Al Sameem in končala pri utrdbi Ibri v regiji Al Dhahira v Omanu. Skupna razdalja, ki jo je ekipa prehodila, je bila 758 km v 28 dneh, odprava pa se je zaključila 18. januarja 2019.
Leta 2018 sta Deidre O'Leary in Kyle Knight peš prečkala reko Rub al-Hali z juga (saudsko-omanska meja) na sever (saudsko-omanska meja). To je bil prvi znani prehod v Saudovi Arabiji z juga na sever peš skozi najvišje peščene sipine Rub al-Hali. Par je 300 km pretekel v 9 dneh 12 urah in 59 m minutah.
Leta 2020 je italijanski ekstremni puščavski raziskovalec Max Calderan prvič v zgodovini zaključil raziskovanje Rub al-Halija peš od zahoda proti vzhodu. V 18 dneh je prečkal 1100 kilometrov in prečkal najširše območje Rub al-Hali od zahoda proti vzhodu.

## V popularni kulturi
- Roman The Singing Sands (1952) Josephine Tey raziskuje umor mladeniča, ki verjame, da je med letenjem nad Rub al-Hali odkril legendarno mesto Wabar.
- Carl Barks je leta 1965 napisal McDuck of Arabia, strip o stricu Scroogeu, v katerem Scrooge in njegovi nečaki iščejo "izgubljeni rudnik zlata kraljice iz Sabe" v Rub al-Hali.
- Roman Tima Powersa iz leta 2001 Declare vsebuje prizore v Rub al-Haliju in omenja odpravo St. Johna Philbyja na isto mesto.
- Odsek Rub al-Hali v Abu Dabiju je bil uporabljen pri snemanju lokacije za puščavski planet Jakku v filmu Vojna zvezd: Sila se prebuja iz leta 2015.[25]
- V videoigri 80 Days je puščava dom legendarnemu izumitelju, ki lahko pomaga Passepartoutu potovati naprej.
- V uspešnici Nelsona DeMillea iz leta 2012, The Panther, ameriški agenti lovijo terorista do Rub al-Halija, glavni junak John Corey pa se šali, da "Prazna četrt" ni dobro ime, če promovira turizem.
- Rub al-Hali je ena od nastavitev za videoigro PlayStation 3 Uncharted 3: Drake's Deception, v kateri protagonist Nathan Drake skozi več poglavij išče Iram of the Pillars.
- Prazna četrt igra pomembno vlogo v Jerichu Cliva Barkerja in v njegovem romanu Weaveworld.
- Služi kot mesto Machine City, Zero-One, v seriji Matrix.
- Roman Geralda Seymourja Neznani vojak je skoraj v celoti postavljen v Rub al-Hali.
- Jack Higgins postavlja velik del dogajanja v svojih romanih Edge of Danger in Midnight Runner v Prazno četrt.
- Velik del knjige SIGMA Force Sandstorm Jamesa Rollinsa se dogaja v Prazni četrti.
- Prazna četrt služi kot prizorišče izmišljene konjske dirke "Ocean of Fire" v filmu Hidalgo iz leta 2004.
- V seriji japonskih lahkih romanov The Familiar of Zero se domneva, da je Rub al-Hali kraj izvora glavnega junaka Hiraga Saita.
- V drugem romanu Daniela Eastermana, The Seventh Sanctuary, je to lokacija izgubljenega mesta Iram, kjer se nahaja istoimensko sedmo svetišče.
- To je mesto romana Hammonda Innesa The Doomed Oasis. Innes je odpotovala v Savdsko Arabijo, da bi raziskala to knjigo.
- Rub al-Hali je prikazana v video igrah za PlayStation 3 Ninja Gaiden 3 in Ninja Gaiden 3: Razor's Edge, v katerih se protagonist Ryu Hayabusa bori v drugem dnevu svojega iskanja.
- Jack Cabot v Falloutu 4 omenja Rub al-Hali kot lokacijo starodavnega mesta, kjer je njegov oče našel artefakt, ki ga je ustvaril inteligentni predhodnik človeka.
- Rub al-Hali je lokacija džinskega mesta Irem v fantastičnem romanu G. Willow Wilson Alif Nevidni, kjer se odvija del zgodbe.
- Prazna četrt je vstopna lokacija v akcijski igri vlog Torchlight II podjetja Runic Games. Povezuje Zeryphesh s Salt Barrens v II. dejanju igre.
- Liki Možje v črnem: International ustvarijo ogromen kanjon v Prazni četrti s poskusnim streljanjem z nezemeljskim orožjem.
- V romanu Jumper: Griffinova zgodba Griffin O'Conner, protagonist, obišče Prazno četrt, da bi vadil svojo sposobnost »Skakanja«, in tja redno »Skače«, da bi se izognil nevarnosti.
- V znanstvenofantastičnem filmu Dune iz leta 2021 je režiser Denis Villeneuve uporabil lokacije v Rub al-Hali v Abu Dabiju za prizore puščavskega planeta Arrakis.

- Satelitska fotografija, ki poudarja del Ar-Rub' al-Khali blizu njegovega jugovzhodnega roba, v provinci Wusta v Omanu
- Sončni zahod v Saudovi Arabiji